# České literární centrum
České literární centrum (zkráceně CzechLit, anglicky Czech Literary Centre) je česká kulturní instituce, jejímž cílem je soustavná a systematická propagace české literatury zejména v zahraničí. Funguje na principu národní literární agentury. Centrum bylo zřízeno z pověření Ministerstva kultury a funguje od 1. ledna 2017. Sídlí v novorenesančním Paláci Ringhoffer na pražském Novém Městě.
České literární centrum je součástí Moravské zemské knihovny v Brně. Jeho ředitelem je Martin Krafl.

## Vznik centra
Informace o ustanovování Českého literárního centra byly oznámeny v říjnu 2016, debaty o jeho vzniku však z popudu zástupců české literární scény probíhaly na Ministerstvu kultury již o několik let dříve. Oficiálně začalo centrum fungovat k 1. lednu 2017. Jeho původním sídlem byl Národní dům na Vinohradech a prvním vedoucím se na základě výběrového řízení stal bývalý diplomat Petr Janyška, který však po pouhých pěti týdnech odstoupil. Janyšku ve funkci nahradil básník, překladatel, germanista a současný koordinátor doktorského studia na Akademii výtvarných umění v Praze Ondřej Buddeus. Pod jeho vedením představilo České literární centrum návrh koncepce činnosti, jež s drobnými obměnami platí doposud. Buddeus rezignoval v červnu 2019, jedním z důvodů jeho výpovědi byla prudce sestupná tendence v komunikaci ze strany ředitele Moravské zemské knihovny v Brně Tomáše Kubíčka, jež představovala zásadní přítěž v praktickém fungování centra. Po Ondřeji Budeussovi byl dočasným vedením centra pověřen kulturní manažer Martin Krafl.
Právě administrativní začlenění Českého literárního centra pod brněnskou regionální knihovnu vyvolalo v prvních letech fungování této instituce řadu kritických ohlasů ze strany českých spisovatelů. Nejrazantněji se proti nastalé situaci (o Českém literárním centru se původně ještě před jeho oficiálním vznikem mluvilo jako o samostatné příspěvkové organizaci ministerstva) vyjadřovala spisovatelka Petra Hůlová. Seriál polemických článků se objevil v nezávislém internetovém literárním časopise iLiteratura.cz (kromě Hůlové byli jejich autory například básník Ondřej Lipár či literární publicista Pavel Mandys), vyhrocená debata mezi Petrou Hůlovou a Tomášem Kubíčkem proběhla na vlnách Českého rozhlasu, kritika se objevila také na serveru IDNES.cz.

## Aktivity Českého literárního centra
I přes počáteční kritické reflexe se České literární centrum stalo úspěšnou a v zahraničí etablovanou institucí. Je členem Evropské akademie aliancí, jejímž cílem je zasazování se o právo na svobodu umění v Evropě, sdružení národních agentur na podporu překladů ENLIT nebo pofesní sítě sdružující organizátory překladatelských rezidencí RECIT. V roce 2019 (ve spolupráci s Moravskou zemskou knihovnou) připravilo úspěšnou reprezentaci Česka v roli hlavní hostující země na renomovaném Lipském knižním veletrhu, o rok později na veletrhu ve Varšavě a aktuálně spolupřipravuje čestné hostování na Frankfurtském knižním veletrhu - největším knižním veletrhu na světě. Pravidelně také pořádá odborný program na pražském festivalu Svět knihy a aktivně se účastní několika evropských mezinárodních literárně-kulturních projektů.
České literární centrum se aktivně podílí na propagaci české literatury zejména v zahraničí prostřednictvím organizace české účasti na literárních veletrzích a spolupráce s překladateli, nakladateli, literárními agenty a dalšími odborníky. Navazuje kontakty s literárními agenturami, které se zaměřují na prodej autorských práv, a zajišťuje několik rezidenčních pobytů pro české autory v tuzemsku i v řadě zahraničních destinací, stejně jako pobyty pro zahraniční překladatele a bohemisty.
Kromě toho zajišťuje či podporuje stipendijní a studijní pobyty pro zahraniční zájemce o českou literaturu a pořádá tvůrčí cesty českých spisovatelů do zahraničí. Dále plní roli informačního a zprostředkovatelského centra v oblasti knižní kultury směrem k profesní, odborné i čtenářské veřejnosti v České republice i v zahraničí (k těmto aktivitám slouží dvojjazyčný rozsáhlý web CzechLit.cz, pomocí něhož centrum informuje o svých aktivitách, publikacích, grantech, rezidencích a výzvách k účasti v autorské mobilitě) a připravuje tematické propagační materiály o současné české literatuře, zejména ročenky New Czech Books určené zahraničním vydavatelům se zájmem o současnou českou literaturu.